# Selenicereus megalanthus

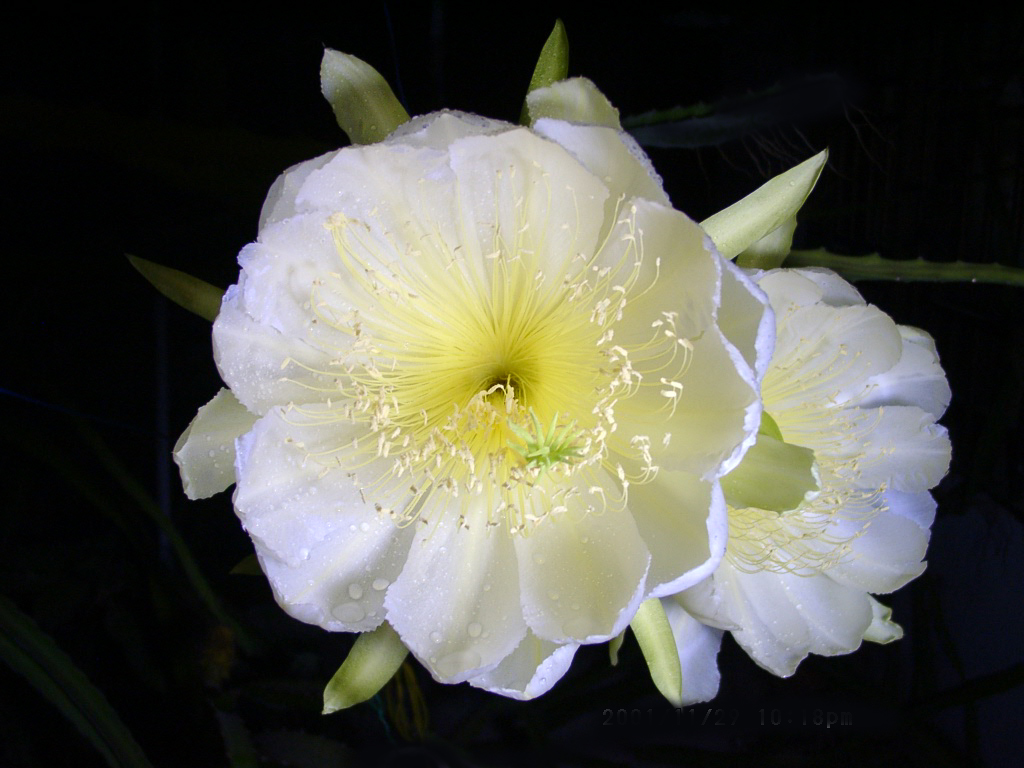
Blüte

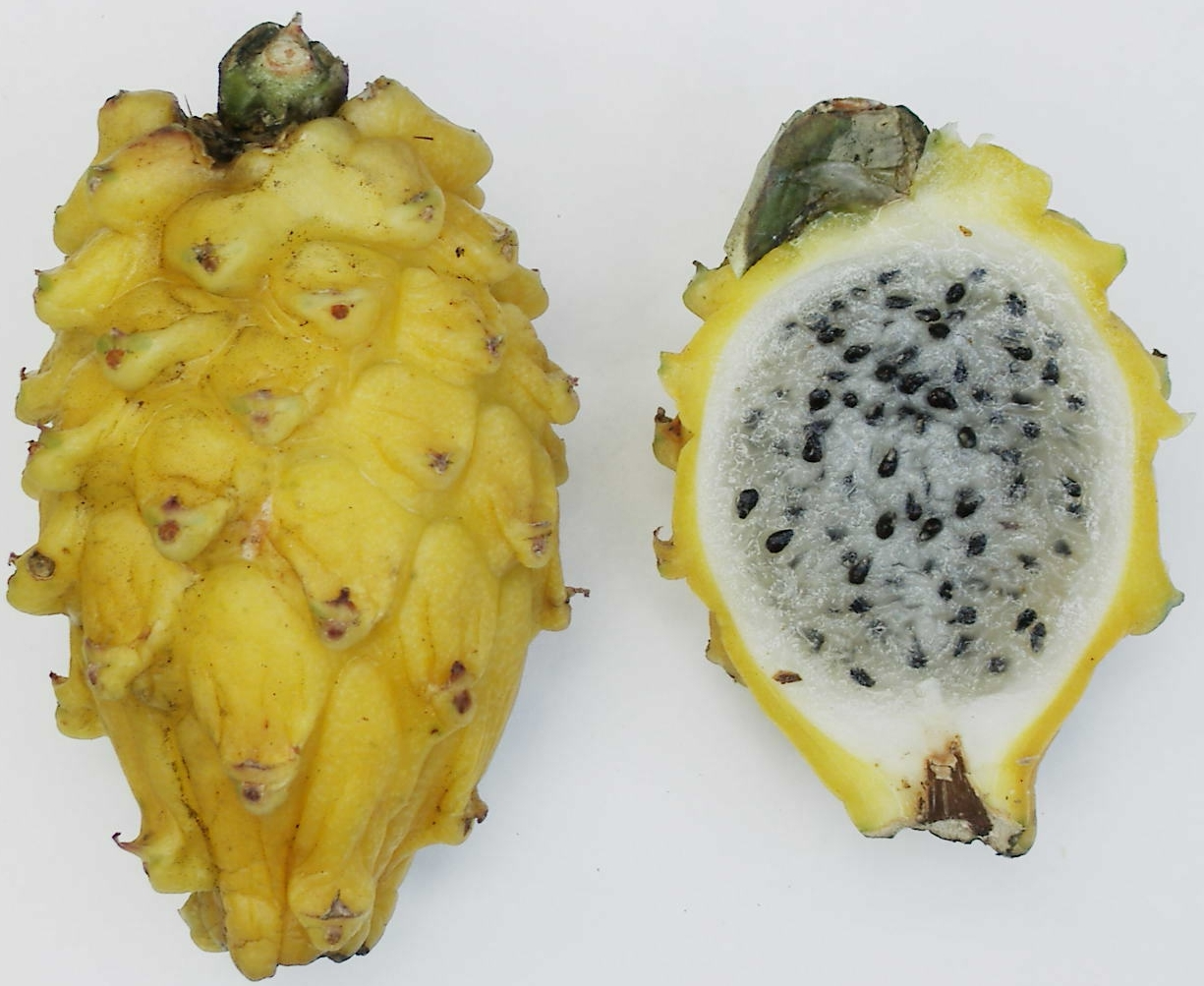
Frucht

Selenicereus megalanthus ist eine Pflanzenart in der Gattung Selenicereus aus der Familie der Kakteengewächse (Cactaceae). Das Artepitheton megalanthus leitet sich von den griechischen Worten megas für ‚groß‘ sowie anthos für ‚Blüte‘ ab.

## Beschreibung
Selenicereus megalanthus wächst hängend epiphytisch, ist reich verzweigt und erreicht Längen von bis zu 13 Metern. Die dunkelgrünen, dreikantigen Triebe sind an den Rändern leicht gewellt und nicht verkorkt. Sie sind bei Durchmessern von 1,5 bis 4 Zentimetern, 1 bis 2 Meter lang und besitzen Luftwurzeln. Aus den Areolen entspringen 1 bis 3 pfriemliche, gelblich braune und leicht gebogene Dornen, die an der Basis leicht verdickt sind und eine Länge zwischen 3 und 5 Millimetern aufweisen.
Die später stark duftenden Blüten sind bis zu 30 Zentimeter lang. Ihre Blütenhüllblätter sind auffallend breit. Die äußeren Blütenhüllblätter sind hellgelb, die inneren weiß. Das Perikarpell ist stark gehöckert und mit Schuppen, weißer Wolle und 14 bis 15 borstenartigen Dornen je Areole besetzt. Die essbaren, gelben, eiförmigen Früchte sind bis 11 Zentimeter lang und nur mit wenigen Dornen besetzt. Die Früchte werden wie die einiger verwandter Arten als Drachenfrucht oder Pitaya bezeichnet. Das Fruchtfleisch ist weiß oder rosafarben.

## Verbreitung und Systematik
Selenicereus megalanthus ist in Kolumbien, Ecuador, Peru und vermutlich Bolivien in Höhenlagen von 90 bis 1800 Metern verbreitet.
Die Erstbeschreibung als Cereus megalanthus wurde 1913 von Friedrich Karl Johann Vaupel veröffentlicht. Reid Venable Moran stellte die Art 1953 in die Gattung Selenicereus. Weitere nomenklatorische Synonyme sind Mediocactus megalanthus (K.Schum. ex Vaupel) Britton & Rose (1920) und Hylocereus megalanthus (K.Schum. ex Vaupel) Ralf Bauer (2003).

## Verwendung
Selenicereus megalanthus wird auf Grund der essbaren Früchte (die als „Pitahaya“ bzw. „Drachenfrucht“ gehandelt werden) zunehmend in Plantagen angebaut.

## Nachweise